# ICI Grand Nord

Logo de ICI Grand Nord

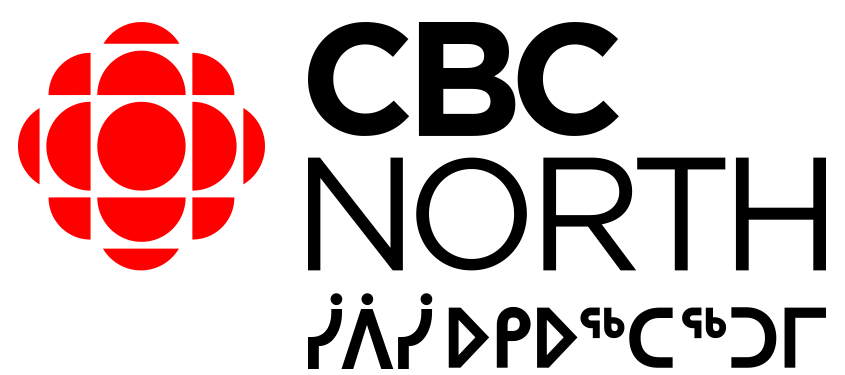
Logo de CBC North

ICI Grand Nord (anciennement Radio-Canada Nord, anglais : CBC North ; Inuktitut : ᓰᐲᓰ ᐊᑭᐊᖅᑕᖅᑐᒥ ; Cri (langue) : ᓰᐲᓰ ᒌᐌᑎᓅᑖᐦᒡ) est le service de radiodiffusion et de télédiffusion de la Société Radio-Canada dans le Nord canadien et au Nunavik. Ce service débuta en 1958 à partir de certaines stations de radios des Territoires du Nord-Ouest. Le service de télédiffusion naîtra uniquement à partir de 1973. De nos jours, Radio-Canada Nord diffuse une programmation diversifiée en inuktitut, anglais et français.